# 成淵國中集體性騷擾案
成淵國中集體性騷擾案是臺灣臺北市立成淵國民中學（今臺北市立成淵高級中學）在1995年發生的男學生性騷擾女學生案件。依據校方案發後作成的調查報告顯示，8名男學生對10名女同學，於不同時間點在教室、廁所等地強行撫摸、碰撞、窺看胸部及下體，構成性騷擾行為。案件經過媒體、議員公開後，引起社會輿論譁然；輿論除要求追究加害者及校方法律責任外，也要求改革校園安全體系，是臺灣國民教育史上重要的校園性犯罪案件之一。

## 案情
成淵國中是一所男女合校的市立國民中學，位於臺北市大同區。案件公開時，此案的加害、被害學生都就讀該校2年8班。時任中華民國教育部部長的郭為藩於案發後，在立法院教育及文化委員會陳述案情：民國84年（1995年）9月，幾個男學生一起看電視臺放映的A片、並在學校裡公開討論色情劇情，進而在同年10月27日第7節下課時，於教室性騷擾1名女同學。該班學生於同年11月初向級任導師舉發此事，但導師並未處理。11月10日第2節下課，幾名男同學闖入女生廁所，開啟廁所門後離開。11月15日第5節，自習課期間，又有4名男學生性騷擾1名女同學。更早之前，根據監察院的調查報告，加害、受害學生就讀國中一年級時，加害學生們就曾在工藝課教室，將女同學壓在桌上猥褻撫摸胸部、下體，可見這類行為對涉案學生來說，並非突發個案。
另外，《民生報》也報導在同年12月14日，該班5、6名男學生在全班同學面前，強脫2、3名女同學的衣物，猥褻撫摸其胸部、下體。當晚受害女學生回家告訴家長，隔日（12月15日）家長偕同新黨籍臺北市議員楊鎮雄及媒體等20餘人到校追究責任，事件才因此公開。

## 調查
事件公開後隔日（12月16日），臺北市政府教育局長吳英璋赴成淵國中指揮調查；同時，該校訓導處也將加害、被害學生所在班級的全部學生帶離教室，於校園某處個別詢問學生案情，並由輔導室進行心理輔導。在多方介入下，加害、受害學生的家長於同年12月16日召開協調會，受害家長對出席協調會的教育局長吳英璋提出6項訴求，分別為：

對加害者部分：
1. 以校規處分，並且轉學，並接受輔導和追蹤管理。
2. 校方要負起責任，做好亡羊補牢。
3. 家長要出具書面保證。

對受害者部分：
1. 尊重受害者意願，調班、轉學，教育局必須秘密安排，不受學區的限制。
2. 應有專業人員輔導課業、心理。
3. 保護受害人不再受到二次傷害。

根據《聯合晚報》報導，受害者家長表示能同理加害者家長的心情，也不希望加害者在標籤效應和法律追究下從此墮落，只是加害者曾揚言報復，才提出前述訴求。吳英璋則表示同意所有訴求，並表示教育局已尋求專業輔導人員介入輔導學生。不過，受害者家長仍對成淵國中校方處置作為表示不滿，質疑校方調查報告避重就輕、隱瞞事實。當時代理臺北市長的陳師孟也認為校方早就知情，卻放任加害者侵犯女同學，嚴重失職，要求市府教育局必須懲處校方人員。
協調會後，加害學生由家長辦理轉學或休學，其行為涉及公然猥褻、妨害性自主等罪嫌，為公訴罪，由臺北市少年警察隊偵辦調查。此外，成淵國中校長陳添丁也因處置不當，遭臺北市政府停職並移付懲戒，由教育局督學林信耀代理校長職務。

## 影響

### 涉案關係人
1996年，監察院以成淵國中有多項行政和教育疏失，違反《國民教育法》、《國民教育法施行細則》及《公務員服務法》規定，通過彈劾成淵國中前校長陳添丁、教務主任陳瑞明、訓導主任林克雄、輔導主任王美玉等學校主管。至於涉案學生，根據人本教育基金會在案發後隔年（1996年）的追蹤調查，6位涉案情節較重的加害學生全都離開成淵國中，其中1名更遠走國外，而受害學生則留在學校繼續就讀，不願多談此案。

### 輿論反應
成淵國中集體性騷擾案引發社會輿論高度矚目，臺北市議會教育審議委員會要求成淵國中校長、主任到議會接受質詢；其後市議會更召開「由台北市成淵國中事件看青少年校園性侵害問題座談會」，與會議員、學者、社工皆主張應落實法治教育，重視青少年教育問題。臺灣女性學學會理事長劉毓秀、臺北市女性權益促進會理事黃淑英及世新大學社會心理學教授羅燦煐都指出，臺灣社會對男生的性教育嚴重不足，是導致此案男學生性觀念偏差的主因。
此外，臺北市婦女救援基金會則主張在性犯罪案件中，每個當事人都是受害者，強調教育當局應仔細與該校學生討論案情，落實機會教育，導正觀念。電視文化研究委員會則因加害男學生曾收看電視臺播放的色情片，而要求行政院新聞局全面檢討電視分級制度，加強管理有線電視節目和廣告。

### 政府改革
成淵國中集體性騷擾案凸顯學生輔導體系的不足，人本教育基金會和立法委員翁金珠、周荃曾舉辦「建立校內支援系統，社工人員進入校園－讓成淵國中事件不再重演」公聽會，倡議社會工作人員進駐校園。在輿論壓力下，教育部在民國85年（1996年）推出「國民中學試辦設置專業輔導人員計畫」，讓專業輔導人員進駐國中校園，卻被行政院定位為「試辦」性質，輔導人員名額也限縮至81人。直到2014年，立法院通過《學生輔導法》，在校園既有的輔導教師之外，增置具備心理師或社工師執照的「專任輔導人員」一職；成淵國中集體性騷擾案時，輿論要求增置輔導人員的訴求才在法律上落實。